# هارتایم ام رهاین
هارتایم ام رهاین (به آلمانی: Hartheim am Rhein) یک شهر در آلمان است که در برایگاو-هخشوارتسوالد واقع شده‌است. هارتایم ام رهاین ۴٬۵۸۵ نفر جمعیت دارد.